# اوه يون داي
اوه يون داي (بالكورية: 어윤대)‏‏ (22 مايو 1945 في مقاطعة غيونغسانغ الجنوبية - ) شخصية أعمال من كوريا الجنوبية.

## الجوائز
- الدكتوراة الفخرية من جامعة رنمين في الصين ‏[5]